# Perophthalma lasus
Perophthalma lasus är en fjärilsart som beskrevs av John Obadiah Westwood 1847. Perophthalma lasus ingår i släktet Perophthalma och familjen Riodinidae. Inga underarter finns listade i Catalogue of Life.